# Józef Schmidt
Józef Schmidt (ur. 20 kwietnia 1850, zm. 8 czerwca 1921) – polski duchowny rzymskokatolicki.

## Życiorys
W okresie od 1893 do 1921 pracował jako rzymskokatolicki proboszcz dla polskiej ludności w parafii Podwyższenia Krzyża Świętego w Czerniowcach. Otrzymał tytuł prałata.
W 1909 został odznaczony Orderem Korony Żelaznej.